# Kalkammonsalpeter

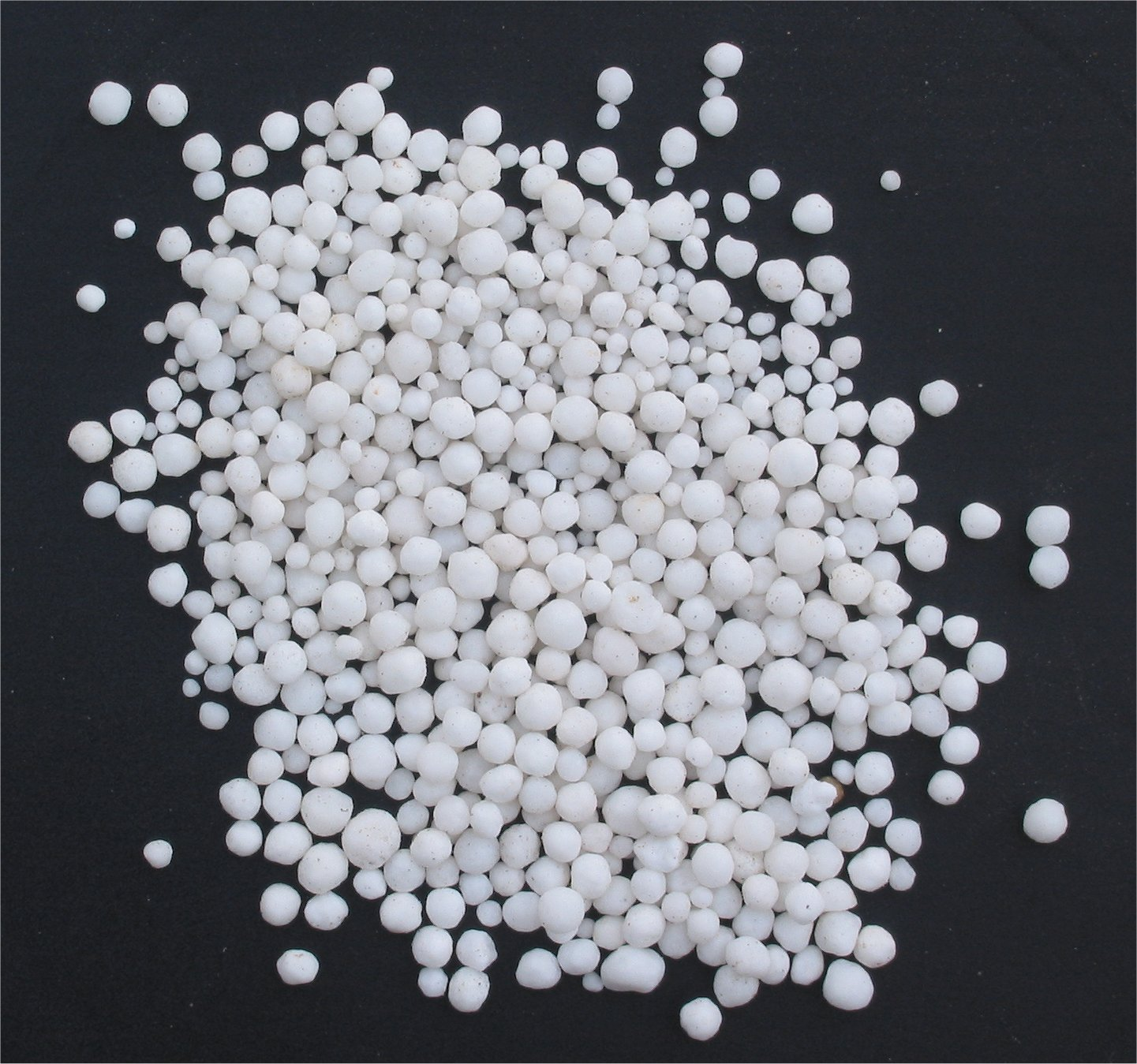
Kalkammonsalpeter

Kalkammonsalpeter  (KAS) ist ein Stickstoffdünger mit 27 % N und 10 % Ca. 

## Zusammensetzung
Bei Kalkammonsalpeter handelt es sich um ein Gemisch aus 76 % NH4NO3 (Ammoniumnitrat) und 24 % CaCO3 (Calciumcarbonat). Stickstoff ist ein Hauptnährelement in der Pflanzenernährung.
Die genannten Gehalte in Prozent sind handelsüblich. Der garantierte Mindestgehalt an Stickstoff beträgt 22 %. Je nach Herstellungsverfahren kann kohlensaurer Kalk, kohlensaures Dolomit oder 5–6 % kohlensaures Magnesium, auch in Mischungen, zu einer leicht geänderten Zusammensetzung des Düngers führen.

## Verwendung
Kalkammonsalpeter dient in der Landwirtschaft als wichtiger N-Dünger. 2020 wurden in Deutschland 511.000 t Kalkammonsalpeter abgesetzt, mit einem Marktanteil von 37 % bei den N-Düngern. Bei Kontakt mit Wasser löst sich das Ammoniumnitrat endotherm. Als Nitratdünger hat er eine schnelle Anfangswirkung, die durch die Nitrifikation des Stickstoffanteils aus dem Ammonium nach und nach ergänzt wird. Die bodenversauernde Wirkung der N-Anteile wird durch den enthaltenen Kalk teilweise kompensiert.